# Stop That Train
Stop That Train (zu deutsch „Stopp[t] diesen Zug“) ist ein Song von Bob Marley und seiner Band The Wailers. Es wurde auf dem Studioalbum Catch a Fire (1973) als viertes von neun Liedern veröffentlicht.
Stop That Train ist eine Komposition von Peter Tosh, welcher den Song auch selbst singt. Marley und Bunny Wailer übernehmen den Hintergrundgesang. Der Song war fester Bestandteil der Konzerte auf der Tournee von 1973.

## Statistische Daten
Die Albumversion hat die Tonart G-Dur; auch bei den Liveauftritten wurde der Song in G-Dur gespielt. Die Dauer der Albumversion beträgt knapp vier Minuten. Der Song war zudem Bestandteil des Albums Best of The Wailers, das 1998 als Kompilation auf CD herauskam. Aufgenommen wurde es in den Jahren 1969 bis 1970 in Kingston, Jamaica. Das Lied hatte dort eine Länge von 2:18 Minuten.
Tosh hat für sein Solo-Album Mama Africa (1983) den Song neu aufgenommen. Die Länge ist ebenfalls etwa vier Minuten und die Tonart ebenfalls G-Dur. Der Liedtext ist nahezu identisch; die musikalische Besetzung unterscheidet sich jedoch deutlich. Zudem ist das Tempo merklich höher.

## Inhalt
Das Lied handelt von einem einsamen Mann, der nach etwas mehr Glück in seinem Leben sucht. Er fühlt sich vom eigenen Volk unverstanden, daher möchte er den Zug anhalten und mitfahren, nicht wissend ob dies eine gute oder schlechte Entscheidung ist. Manche gehen ostwärts einige nach Westen wieder andere versuchen vor Ort ihr Leben zu meistern, doch das Leben ist hart und es gibt zu wenig zu essen für alle.